# Костурска българска община
Костурска българска община е гражданско-църковно сдружение на българите екзархисти в Костур, Османската империя, съществувало до 1913 година, когато е закрито след Междусъюзническата война от новите гръцки власти.

## История
В XIX век, независимо че почти цялата околност на Костур е населена с българско население, самият град, който е митрополитски център, има предимно гръцки облик и от него гъркоманията се разпространява в околните български села. С развитието на Българското Възраждане във втората половина на века движението за българска просвета стига и до Костурско. Пръв опит за отваряне на българско училище в Костур прави Георги Динков, станал в 1869 година пръв български учител в Костурско – в Загоричани. След основаването на Българската екзархия в 1870 година, заедно с помощника си Генков, Динков отваря българско училище в къщата на Никола и Елена Цикови. Училището обаче просъществува едва няколко седмици и е затворено от полицията след натиск от страна на владиката Никифор I Костурски. Динков се опитва да закупи къща в Костур за училище, но и този му опит е неуспешен. Динков заедно с Търпо Поповски, учител в Дъмбени и Герасим Калугера, учител в Търсие, са първите трима български учители в Костурско.
Българизираният албанец Диамандаки, лекар в Костур, купува къща в града, която прави на параклис и по-късно дарява за българско училище. Той е и първият председател на Костурската българска община. В учебната 1882 – 1883 година Екзархията в Цариград решава да отвори училище в Костур и за учител е избран Златко Каратанасов от костурското село Бобища. Едновременно с това от София е назначен Григорий Бейдов от Косинец.
В новата българска училищна община влизат Панайот Василев Дъмбенски (председател), Бейдов (секретар), Янко Вергов, Кали Сидеров, Марко Чадов и Константин Бояджиев (членове). За училище наемат къщата на Елена Кучомитана в махалата „Свети Безсребреници“. В училището има 41 ученици, разпределени в I, II отделение и I клас. По-късно Бейдов е уволнен поради нехайство и Каратанасов сам ръководи костурското училище.
В 1883 година, атестирани от Апостол Грежов, I клас на костурското българско училище „Св. св. Кирил и Методий“ завършват Димитър Янков Вергов от Костур (по-късно запасен офицер във Варна), Иван Шишков от Здралци, Козма Темелков от Тиолища (по-късно търговец в Америка) и Христо Спасов от Брезница.
На следната учебна 1883 – 1884 година в Костурското българско училище освен Каратанасов преподават Търпо Поповски, който е назначен за главен учител, и учителката Фания. Училището се помещава в къщата на Маньо Чамишев и има 40 ученици в I, II и III отделение. Председател на общината на мястото на оттеглилия се Панайот Дъмбенски става Козма (Янко) Вергов от Костур. Училището среща много проблеми от страна на гърците, които често го нападат. След скандала с Бейдов Екзархията също първоначално решава да спре финансирането на училището в Костур, но Поповски заедно с околните села, се застъпва за оставането на български учители в града и решението е променено.
През май 1885 година под натиск от владиката Кирил Търпо Поповски, Бейдов и серия български учители в Костурско – Кузман Шапарданов, хрупищкият Апостол Калоянов, Константин Дамянов – са вкарани в затворите в Кочра и Костур и костурското училище заедно с тези в Хрупища, Дъмбени, Смърдеш, Косинец, Нестрам, Кономлади, Загоричани е затворено.
В 1887 – 1888 година на Каратанасов е възложено от Екзархията отново да отвори костурското училище. С подкупи Каратанасов успява да издейства емир от битолския валия Халил Рифат паша, но не успява да отвори училището и става учител в Дъмбени. В същата година е отворено и Хрупищкото училище, а след тези двете на следната 1888 – 1889 и училищата в Смърдеш, Косинец, Кономлади, Апоскеп, Шестеово, Габреш, Българска Блаца, Черешница, Загоричани, Бобища, Мокрени и Мокрени. Затворени остават единствено Костурското и Нестрамското българско училище.
С помощта на Никола Робев на 4 декември 1888 година битолският валия Рифат паша издава емир за откриване на костурското училище и за главен учител е назначен Апостол Грежов, подпомогнат от Бейдов и Каратанасов. Поради това, че повечето ученици са от селата, костурските българи молят Екзархията да открие пансион.
В 1889/1890 година се открива второкласно българско училище с пансион с главен учител Григор Попдимитров. Учениците и ученичките са 15 от Костурската околия, а османските власти изпращат представител на годишния акт на 29 юни 1890 година. Към 1890 година за глава на българската църковно-училищна община Екзархията праща духовно лице – йеромонах Сава Цеков от Загоричани. След смъртта му в края на 1895 година председатели (архиерейски наместници) стават Търпо Поповски, Козма Пречистански, Никола Шкутов и Григорий Попдимитров.
През лятото на 1892 година сръбският консул Димитрие Боди съобщава, че в общината в Костур се е появявило едно движение сред част от учителите, което настоява в училищата да се въведе местният диалект. Общината приема предложението, заради което би трябвало да се подготви програмата и да се състави граматика с речник. Използвайки ситуацията гръцките духовни власти издействат от османската администрация да се затвори временно една от местните български църкви и училището. Секретарят на Екзархията Атанас Шопов успява бързо да разубеди подбудителите на това движение и статуквото се възстановява.
До 1903 година учители в Костурското българско училище са Наум Темчев от Загоричани (главен учител в 1895), Иван Лимончев (главен учител 1895 – 1897), Иван Нелчинов, Александър Маджаров и Никола Пасхов от Охрид, Андрей Христов от Велес, Павел Христо от Цапари, Кирил Янков от Дебрец, Иван Чеков от Екши Су, Михаил Розов от Бобища (директор в 1899 – 1902), Аристид Дамянов от Черешница, Коце Ципушев от Радовиш (1903), Константин Пандов (1902 – 1903) от Куманичево. Основното училище в 1898 – 1903 година се ръководи от една учителка от Битоля и Султана от Солун.
След Илинденско-Пребраженското въстание, което е особено интензивно в Костурско, българското училище, разположено тогава на днешния площад „Омония“, е затворено. Архиерейски наместници в Костур са Методий Димов от Воден, Иларион (1907 – 1909) и Панарет Наумов от Подмочани.
След Младотурската революция в 1908 година българското училище е открито отново. Учител след 1908 година е Дамян Илиев от Загоричани. На 17 април 1910 година властите в Костур предписват затварянето на училището, защото в Костур нямало българи и защото позволителното е за начално, а не за класно училище.
Училището е закрито от гръцките власти, които влизат в Костур по време на Балканската война в 1912 година. Общината е унищожена, а имотите ѝ са конфискувани. В 1926 година владиката Йоаким Костурски нарежда изцяло да бъде съборена сградата на бившето българско училище.
- Печат на общината с надпис „Българ. черков. общин. въ г. Костур†“, 1882
- Печат на училището с надпис „Бълг. мѫжско III классно училище въ Костуръ“
- Писмо на Костурската община от 17 юни 1903 година, подписано от председателя Григорий Попдимитров

## Архиерейски наместници на Костурската епархия и председатели на общината
| Име                            | Години                           |
| ------------------------------ | -------------------------------- |
| Панайот Дъмбенски              | 1882 – 1886                      |
| йеромонах Григорий Бейдов      | 1886 – 1890                      |
| йеромонах Сава Цеков           | 1890 – 1895                      |
| свещеник Търпо Поповски        | 1895 – 1896                      |
| архимандрит Козма Пречистански | 1896 – 21 декември 1897          |
| свещеник Николай Шкутов        | 21 декември 1897 – 1902          |
| свещеник Григорий Попдимитров  | 1 април 1903 – 10 септември 1905 |
| архимандрит Методий Димов      | 1905 – 1907                      |
| архимандрит Иларион Николов    | 1907 – 30 ноември 1910           |
| архимандрит Панарет Наумов     | 30 ноември 1909 – юни 1913       |